# Miguel Ángel Cuello
Miguel Ángel Cuello (ur. 26 lutego 1946 w Elortondo, zm. 14 września 1999 w Venado Tuerto) – argentyński bokser, były mistrz świata WBC w wadze półciężkiej.

## Kariera amatorska
W 1972 reprezentował swój kraj podczas igrzysk olimpijskich w Monachium. Cuello, który walczył w wadze półciężkiej doszedł do ćwierćfinału, gdzie pokonał go walkowerem zdobywca złotego medalu, Mate Parlov.

## Kariera zawodowa
Jako zawodowiec zadebiutował 25 lipca 1973 roku. Do końca 1976 roku stoczył 20 wygranych walk, z których 19 zakończył przed czasem, zdobywając mistrzostwo Argentyny w wadze półciężkiej, które dwukrotnie obronił.
21 maja 1977 roku zmierzył się o mistrzostwo świata WBC w wadze półciężkiej. Jego rywalem był Jesse Burnett, który o walce dowiedział się zaledwie 48 godziny przed pojedynkiem. Cuello zwyciężył przez techniczny nokaut w 9 rundzie, chociaż w czwartej rundzie sam był bliski porażki przed czasem.
7 stycznia 1978 roku doszło do jego rewanżu z Parlovem, który pokonał go podczas olimpiady w 1972 roku. I tym razem lepszy okazał się Parlov, który zwyciężył przez techniczny nokaut w 9 rundzie, odbierając Cuello mistrzostwo świata. Po tej porażce Argentyńczyk nie wyszedł już na ring.